# Xiao Yanyan
Xiao Yanyan (萧燕燕) (953–1009) est une impératrice khitan de la dynastie Liao de la Chine impériale. Son nom chinois est Xiao Chuo (萧綽). Elle épouse l'empereur Liao Jingzong et, à la mort de celui-ci, elle devient régente pour son fils, l'empereur Liao Shengzong, et ainsi l'impératrice douairière Chengtian (承天皇太后).
Elle mène sa propre armée de 10 000 cavaliers à la tête de laquelle elle demeure passée ses soixante ans. Les troupes de la dynastie Song attaquent la dynastie Liao en 986, mais elles sont repoussées, puis défaites en 989. Elle était connue pour ses talents d'administration civile et a conservé une grande influence jusqu'à sa mort.

## Règne de l'impératrice douairière
L'impératrice douairière Xiao Yanyan a personnellement dirigé l'armée Liao dans les campagnes contre les Chinois Song lors de leur invasion de Liao en 986 et les a vaincus sur le terrain de bataille,,,,, lutant contre l'armée chinoise en retraite. Elle a ensuite ordonné la castration d'environ 100 garçons d'origine ethnique chinoise qu'elle avait capturés en Chine, complétant la population d'eunuques  du Khitan pour servir à sa cour, parmi lesquels trouvait Wang Ji'en. Les garçons étaient tous âgés de moins de dix ans et ont été sélectionnés pour leur beauté,,,. 
L'Histoire des Liao 遼史 décrit et fait l'éloge de la capture et castration massive des garçons chinois par l'impératrice dans une biographie de l'eunuque Wang Ji'en,,,,,,,,,,.